# Liste von Sendeanlagen in Baden-Württemberg
Die Liste von Sendeanlagen in Baden-Württemberg umfasst Sendeanlagen insbesondere für Fernsehen, Hörfunk, Amateurfunk, Mobilfunk und Richtfunk im Südwesten Deutschlands.

## Sendeanlagen
(von Nord nach Süd)
| Name                      | Stadt / Landkreis                                                  | Berg        | Höhe    | Baujahr   | Betreiber des Senders | Funktionen                                        | Bemerkungen | Bild |
| ------------------------- | ------------------------------------------------------------------ | ----------- | ------- | --------- | --------------------- | ------------------------------------------------- | --- | ---- |
| Fernmeldeturm Plettenberg | bei Dotternhausen (Zollernalbkreis)                                | Plettenberg | 1.000 m | 1979–1980 | Deutsche Funkturm     | Richtfunk, Mobilfunk, BOS-Funk                    | Fernsehturm Lage |      |
| Bodenseesender            | Rohrdorf (ein Ortsteil der Stadt Meßkirch) (Landkreis Sigmaringen) | -           | 240 m   | 1965      | Südwestrundfunk       | Mittelwelle, UKW, Kurzwelle                       | Gittergeflechtmasten, 8. Januar 2012 vom SWR abgeschaltet, stillgelegt und am 10. Oktober 2013 gesprengt.LageDie KW-Reusenantenne ist noch vorhanden. |      |
| Österbergturm             | Tübingen (Landkreis Tübingen)                                      | -           | 420 m   | 1891/1969 | Deutsche Funkturm     | UKW, Richtfunk, Mobilfunk                         | Stahlrohrmast auf Stein-AussichtsturmLage |      |
| Sender Ulm-Ermingen       | Ermingen Landkreis Ulm                                             | -           | 640 m   | 1964–1965 | Deutsche Funkturm     | UKW, Mobilfunk, Richtfunk und digitales Fernsehen | abgespannter Stahlfachwerkmast (am 8. Januar 2014 gesprengt)                                                                                          |      |
| Sender Donaueschingen     | bei Hüfingen Landkreis Schwarzwald-Baar                            | -           | 917 m   | 1999      | Deutsche Funkturm     | DAB                                               | Betonturm |      |

- Karte mit allen Koordinaten:
- OSM |
- WikiMap